# Archidiocèse de Barquisimeto
L'archidiocèse de Barquisimeto (en latin : Archidiœcesis Barquisimetensis ; en espagnol : Arquidiócesis de Barquisimeto) est un archidiocèse de l'Église catholique du Venezuela.

## Territoire

provinces ecclésiastiques du Venezuela.
Archidiocèse de Barquisimeto
Suffragants

Le territoire de l'archidiocèse couvre les municipalités d'Iribarren, Palavecino, Jiménez, Andrés Eloy Blanco, Crespo, Simón Planas et Morán de l'État de Lara. Le reste de cet état avec les municipalités de Torres et Urdaneta se situe dans le diocèse de Carora, ce dernier est suffragant de l'archidiocèse de Barquisimeto tout comme le diocèse d'Acarigua-Araure, le diocèse de San Felipe et le diocèse de Guanare.
L'archidiocèse a son siège épiscopal situé à Barquisimeto où se trouve la cathédrale de Barquisimeto et possède un territoire d'une superficie de 8 590 km2 avec 93 paroisses regroupées en 12 archidiaconés.

## Histoire
En 1832, Barquisimeto devient capitale de la province de Barquisimeto (es), qui comprenait toutes les villes qui forment actuellement l'État de Lara et comprenait aussi ce qui deviendra en 1855 la province de Yaracuy (es). En 1847, le congrès vénézuélien parle du projet de créer un nouveau diocèse dans l'ouest du pays basé à Barquisimeto.
Le 4 mai de la même année, une loi est votée en ce sens et le 7 mai suivant, le diocèse de Barquisimeto est érigé civilement, création canonique atypique, en vertu de l'article 4 de la loi sur le patrimoine ecclésiastique. Il faut de nombreuses années au Saint-Siège pour confirmer canoniquement le diocèse ; pendant ce temps, les ordinaires de Caracas et de Mérida continuent à exercer sur leur ancien territoire.
En 1861, la congrégation pour les évêques prépare tout ce qui concerne l'érection canonique. La bulle  « Ad Universam Agri Domini Curam » est publiée le 7 mars 1863 par Pie IX, qui érige le nouveau diocèse et établit comme cathédrale l'église paroissiale de san Francisco. L'évêque de Caracas, Mgr Guevara, procède à l'érection et déclare Notre-Dame du Mont-Carmel et titulaire de la cathédrale.
Le 16 décembre 1865, l'exécution de la bulle est signée et certifiée par le secrétaire Manuel Antonio Briceño. Le 14 août 1867, à la demande du gouvernement de la fédération, la congrégation pour les évêques décrète le changement de siège de Barquisimeto à Coro, et comme cathédrale l'église de Santa Ana de Coro. Pie IX émet la bulle « Apostolicis Litteris sub Plumbo » pour entériner le déplacement et le 1er octobre 1867, Silvestre Guevara y Lira, archevêque de Caracas, exécute la bulle.
Le 22 juin 1868, Víctor José Díez est nommé premier évêque. Le 22 octobre de la même année, la congrégation pour les évêques décide que le siège du diocèse revienne à Barquisimeto à la demande des autres États. Le 17 septembre 1870, Mgr Víctor José Diez, délégué de l'archevêque de Caracas, exécute la bulle pontificale et transfère définitivement le siège du diocèse à Barquisimeto et rend à l'église paroissiale de San Francisco le rang de cathédrale. Lors de sa création, le nouveau diocèse de Barquisimeto englobe les territoires des États actuels de Lara, Falcón, Yaracuy, Portuguesa et une partie de l'État de Cojedes.
Le 12 octobre 1922, le diocèse perd des portions de son territoire lors de l'érection du diocèse de Coro (aujourd'hui archidiocèse) puis de nouveau le 7 juin 1954 pour la création du diocèse de Guanare. Le 30 avril 1966, Paul VI élève le diocèse au rang d'archidiocèse métropolitain par la bulle Sedi Apostolicae. Il est amputé d'une partie de son district le 7 octobre au profit du diocèse de San Felipe et de nouveau le 25 juillet 1992, pour le diocèse de Carora.

## Évêques et archevêques
- Víctor José Díez Navarrete (1868-1893)
- Gregorio Rodríguez y Obregón (1895-1900)
- Agüedo Felipe Alvarado Liscano (1910-1926)
- Enrique María Dubuc Moreno (1926-1947)
- Críspulo Benítez Fontúrvel (fi) (1949-1982), 1er archevêque
- Tulio Manuel Chirivella Varela (es) (1982-2007)
- Antonio José López Castillo (es) (2008 - 2020)
- Polito Rodríguez Méndez (es) (depuis 2024)